# Idaea crassiquama
Idaea crassiquama är en fjärilsart som beskrevs av W. Warren 1905. Idaea crassiquama ingår i släktet Idaea och familjen mätare. Inga underarter finns listade i Catalogue of Life.